# FIVB Volleyball World Grand Prix 2016
FIVB Volleyball World Grand Prix 2016 var en turnering i volleyboll för damlandslag som spelades 3 juni till 10 juli 2016 arrangerad av FIVB. Det var den 24:e upplagan av turneringen. I turneringen deltog 28 landslag och Brasilien vann tävlingen för 11:e gången genom att besegra USA i finalen. Natália Pereira utsågs till mest värdefulla spelare.

## Regelverk

### Format
Tävlingen hade tre division (1-3) som samtliga spelade seriespel där alla möte alla andra lag en gång.
- De tre första lagen i division 3 och samt laget från arrangörslandet (om det var bland de tre första lagen ersattes det av laget på fjärde plats) spelade ett slutspel med semifinaler, match om tredje plats och final. Vinnare av finalen flyttas upp till division 2 för följande säsong.
- De tre första lagen i division 2 och samt laget från arrangörslandet (om det var bland de tre första lagen ersattes det av laget på fjärde plats) spelade ett slutspel med semifinaler, match om tredje plats och final. Vinnare av finalen flyttas upp till division 1 för följande säsong. Laget kom i sist i seriespelet degraderades istället till division 3 (om det inte var värd för slutspelet, i så fall degraderades det näst sista laget).
- De fem första lagen i division 2 och samt laget från arrangörslandet (om det var bland de tre första lagen ersattes det av laget på sjätte plats)  spelade ett nytt seriespel där de delades in i två grupper om tre lag i varje. De två första i varje grupp gick vidare till slutspel  med semifinaler, match om tredje plats och final. Laget kom i sist i seriespelet degraderades istället till division 2 (om det inte var värd för slutspelet, i så fall degraderades det näst sista laget).

### Metod för att bestämma tabellplacering
Om slutresultatet blev 3-0 eller 3-1 tilldelades 3 poäng till det vinnande laget och 0 till det förlorande laget, om slutresultatet blev 3-2 tilldelades 2 poäng till det vinnande laget och 1 till det förlorande laget. 
Rankningsordningen i serien definierades utifrån:
- Antal vunna matcher
- Poäng
- Kvot vunna / förlorade set
- Kvot vunna / förlorade poäng.
- Inbördes möte(n).

## Deltagande lag
| Lag                     | Turnering                                  | Deltog senast                         |
| ----------------------- | ------------------------------------------ | ------------------------------------- |
| Algeriet                | 27:a FIVB Volleyball World Grand Prix 2015 | FIVB Volleyball World Grand Prix 2015 |
| Argentina               | 19:e FIVB Volleyball World Grand Prix 2015 | FIVB Volleyball World Grand Prix 2015 |
| Australien              | 24:a FIVB Volleyball World Grand Prix 2015 | FIVB Volleyball World Grand Prix 2015 |
| Belgien                 | 10:a FIVB Volleyball World Grand Prix 2015 | FIVB Volleyball World Grand Prix 2015 |
| Brasilien               | 3:a FIVB Volleyball World Grand Prix 2015  | FIVB Volleyball World Grand Prix 2015 |
| Bulgarien               | 17:e FIVB Volleyball World Grand Prix 2015 | FIVB Volleyball World Grand Prix 2015 |
| Kanada                  | 18:e FIVB Volleyball World Grand Prix 2015 | FIVB Volleyball World Grand Prix 2015 |
| Kina                    | 4:a FIVB Volleyball World Grand Prix 2015  | FIVB Volleyball World Grand Prix 2015 |
| Colombia                | 23:a FIVB Volleyball World Grand Prix 2015 | FIVB Volleyball World Grand Prix 2015 |
| Kroatien                | 20:a FIVB Volleyball World Grand Prix 2015 | FIVB Volleyball World Grand Prix 2015 |
| Kuba                    | 25:a FIVB Volleyball World Grand Prix 2015 | FIVB Volleyball World Grand Prix 2015 |
| Tyskland                | 7:a FIVB Volleyball World Grand Prix 2015  | FIVB Volleyball World Grand Prix 2015 |
| Japan                   | 6:a FIVB Volleyball World Grand Prix 2015  | FIVB Volleyball World Grand Prix 2015 |
| Kazakstan               | 26:a FIVB Volleyball World Grand Prix 2015 | FIVB Volleyball World Grand Prix 2015 |
| Kenya                   | 21:a FIVB Volleyball World Grand Prix 2015 | FIVB Volleyball World Grand Prix 2015 |
| Italien                 | 5:a FIVB Volleyball World Grand Prix 2015  | FIVB Volleyball World Grand Prix 2015 |
| Mexiko                  | 28:a FIVB Volleyball World Grand Prix 2015 | FIVB Volleyball World Grand Prix 2015 |
| Nederländerna           | 13:e FIVB Volleyball World Grand Prix 2015 | FIVB Volleyball World Grand Prix 2015 |
| Peru                    | 22:a FIVB Volleyball World Grand Prix 2015 | FIVB Volleyball World Grand Prix 2015 |
| Polen                   | 14:e FIVB Volleyball World Grand Prix 2015 | FIVB Volleyball World Grand Prix 2015 |
| Puerto Rico             | 16:e FIVB Volleyball World Grand Prix 2015 | FIVB Volleyball World Grand Prix 2015 |
| Tjeckien                | 15:e FIVB Volleyball World Grand Prix 2015 | FIVB Volleyball World Grand Prix 2015 |
| Dominikanska republiken | 12:a FIVB Volleyball World Grand Prix 2015 | FIVB Volleyball World Grand Prix 2015 |
| Ryssland                | 2:a FIVB Volleyball World Grand Prix 2015  | FIVB Volleyball World Grand Prix 2015 |
| Serbien                 | 8:a FIVB Volleyball World Grand Prix 2015  | FIVB Volleyball World Grand Prix 2015 |
| USA                     | 1:a FIVB Volleyball World Grand Prix 2015  | FIVB Volleyball World Grand Prix 2015 |
| Thailand                | 9:a FIVB Volleyball World Grand Prix 2015  | FIVB Volleyball World Grand Prix 2015 |
| Turkiet                 | 11:a FIVB Volleyball World Grand Prix 2015 | FIVB Volleyball World Grand Prix 2015 |

## Turneringen

### Gruppspelsfasen

#### Division 1

##### Första helgen
| Grupp A1 | Grupp B1  | Grupp C1      |
| -------- | --------- | ------------- |
| Kina     | Brasilien | Belgien       |
| Tyskland | Japan     | Nederländerna |
| USA      | Italien   | Ryssland      |
| Thailand | Serbien   | Turkiet       |

###### Grupp A1
| 10 juni 2016 Beilun Gymnasium, Ningbo Speltid: 1:17 - Åskådare: 4 000 | Tyskland | 0 - 3 | USA      | 15-25, 17-25, 12-25        |
| 10 juni 2016 Beilun Gymnasium, Ningbo Speltid: 1:10 - Åskådare: 7 000 | Kina     | 3 - 0 | Thailand | 25-14, 25-14, 25-11        |
| 11 juni 2016 Beilun Gymnasium, Ningbo Speltid: 1:28 - Åskådare: 3 200 | USA      | 3 - 0 | Thailand | 25-21, 29-27, 25-23        |
| 11 juni 2016 Beilun Gymnasium, Ningbo Speltid: 1:15 - Åskådare: 7 000 | Kina     | 3 - 0 | Tyskland | 25-12, 25-22, 25-16        |
| 12 juni 2016 Beilun Gymnasium, Ningbo Speltid: 1:57 - Åskådare: 3 000 | Thailand | 3 - 1 | Tyskland | 16-25, 28-26, 25-22, 25-16 |
| 12 juni 2016 Beilun Gymnasium, Ningbo Speltid: 1:57 - Åskådare: 8 000 | Kina     | 3 - 1 | USA      | 25-20, 25-19, 15-25, 25-23 |

###### Grupp B1
| 9 juni 2016 Arena Carioca 1, Rio de Janeiro Speltid: 1:43 - Åskådare: 3 221  | Brasilien | 3 - 1 | Italien | 23-25, 25-15, 25-15, 27-25       |
| 9 juni 2016 Arena Carioca 1, Rio de Janeiro Speltid: 1:24 - Åskådare: 1 500  | Japan     | 3 - 0 | Serbien | 31-29, 25-18, 28-26              |
| 10 juni 2016 Arena Carioca 1, Rio de Janeiro Speltid: 1:20 - Åskådare: 2 650 | Brasilien | 3 - 0 | Japan   | 25-20, 25-23, 25-15              |
| 10 juni 2016 Arena Carioca 1, Rio de Janeiro Speltid: 1:48 - Åskådare: 1 520 | Italien   | 3 - 1 | Serbien | 25-16, 25-19, 29-31, 25-17       |
| 12 juni 2016 Arena Carioca 1, Rio de Janeiro Speltid: 1:19 - Åskådare: 7 500 | Brasilien | 3 - 0 | Serbien | 25-20, 25-18, 25-18              |
| 12 juni 2016 Arena Carioca 1, Rio de Janeiro Speltid: 1:56 - Åskådare: 3 860 | Italien   | 3 - 2 | Japan   | 25-20, 25-20, 23-25, 25-27, 15-8 |

###### Grupp C1
| 10 juni 2016 Dvorec Sporta Jantarnyj, Kaliningrad Speltid: 1:30 - Åskådare: 884   | Turkiet       | 3 - 0 | Belgien       | 25-22, 25-23, 26-24               |
| 10 juni 2016 Dvorec Sporta Jantarnyj, Kaliningrad Speltid: 1:57 - Åskådare: 3 130 | Ryssland      | 3 - 1 | Nederländerna | 25-22, 20-25, 25-20, 25-16        |
| 11 juni 2016 Dvorec Sporta Jantarnyj, Kaliningrad Speltid: 1:29 - Åskådare: 890   | Turkiet       | 0 - 3 | Nederländerna | 25-27, 21-25, 22-25               |
| 11 juni 2016 Dvorec Sporta Jantarnyj, Kaliningrad Speltid: 1:20 - Åskådare: 3 040 | Ryssland      | 3 - 0 | Belgien       | 25-20, 25-15, 25-16               |
| 12 juni 2016 Dvorec Sporta Jantarnyj, Kaliningrad Speltid: 1:47 - Åskådare: 835   | Nederländerna | 3 - 1 | Belgien       | 25-20, 25-21, 18-25, 25-20        |
| 12 juni 2016 Dvorec Sporta Jantarnyj, Kaliningrad Speltid: 2:23 - Åskådare: 4 220 | Ryssland      | 3 - 2 | Turkiet       | 26-24, 20-25, 20-25, 25-20, 15-10 |

##### Andra helgen
| Grupp D1  | Grupp E1 | Grupp F1      |
| --------- | -------- | ------------- |
| Belgien   | Tyskland | Italien       |
| Brasilien | Japan    | Nederländerna |
| Kina      | USA      | Ryssland      |
| Serbien   | Turkiet  | Thailand      |

###### Grupp D1
| 17 juni 2016 Fórum de Macau, Macao Speltid: 2:11 - Åskådare: 2 010 | Brasilien | 2 - 3 | Serbien   | 25-16, 31-29, 19-25, 19-25, 16-18 |
| 17 juni 2016 Fórum de Macau, Macao Speltid: 1:12 - Åskådare: 3 700 | Kina      | 3 - 0 | Belgien   | 25-19, 25-17, 25-22               |
| 18 juni 2016 Fórum de Macau, Macao Speltid: 1:36 - Åskådare: 3 600 | Brasilien | 3 - 1 | Belgien   | 23-25, 25-19, 25-15, 25-18        |
| 18 juni 2016 Fórum de Macau, Macao Speltid: 1:56 - Åskådare: 4 000 | Kina      | 3 - 2 | Serbien   | 27-25, 17-25, 20-25, 25-22, 15-9  |
| 19 juni 2016 Fórum de Macau, Macao Speltid: 2:01 - Åskådare: 3 600 | Belgien   | 2 - 3 | Serbien   | 26-24, 24-26, 23-25, 25-23, 10-15 |
| 19 juni 2016 Fórum de Macau, Macao Speltid: 1:23 - Åskådare: 4 090 | Kina      | 3 - 0 | Brasilien | 25-23, 25-16, 25-20               |

###### Grupp E1
| 17 juni 2016 Walter Pyramid, Long Beach Speltid: 2:11 - Åskådare: 3 000 | Turkiet | 3 - 2 | Japan    | 21-25, 25-16, 23-25, 25-21, 15-13 |
| 17 juni 2016 Walter Pyramid, Long Beach Speltid: 1:55 - Åskådare: 3 250 | USA     | 3 - 1 | Tyskland | 25-17, 24-26, 25-10, 25-23        |
| 18 juni 2016 Walter Pyramid, Long Beach Speltid: 1:42 - Åskådare: 4 850 | Turkiet | 3 - 1 | Tyskland | 25-18, 16-25, 25-19, 25-19        |
| 18 juni 2016 Walter Pyramid, Long Beach Speltid: 1:26 - Åskådare: 5 000 | USA     | 3 - 0 | Japan    | 25-16, 25-23, 25-21               |
| 19 juni 2016 Walter Pyramid, Long Beach Speltid: 1:44 - Åskådare: 1 900 | Japan   | 3 - 1 | Tyskland | 25-27, 26-24, 25-15, 25-18        |
| 19 juni 2016 Walter Pyramid, Long Beach Speltid: 1:20 - Åskådare: 2 650 | USA     | 3 - 0 | Turkiet  | 25-21, 25-20, 25-16               |

###### Grupp F1
| 17 juni 2016 PalaFlorio, Bari Speltid: 1:23 - Åskådare: 2 800 | Ryssland      | 3 - 0 | Nederländerna | 25-17, 25-23, 28-26               |
| 18 juni 2016 PalaFlorio, Bari Speltid: 1:15 - Åskådare: 3 400 | Thailand      | 0 - 3 | Ryssland      | 22-25, 22-25, 13-25               |
| 18 juni 2016 PalaFlorio, Bari Speltid: 1:50 - Åskådare: 4 300 | Nederländerna | 3 - 1 | Italien       | 19-25, 25-23, 25-18, 25-22        |
| 19 juni 2016 PalaFlorio, Bari Speltid: 1:12 - Åskådare: 3 800 | Nederländerna | 3 - 0 | Thailand      | 25-19, 25-16, 25-21               |
| 19 juni 2016 PalaFlorio, Bari Speltid: 2:01 - Åskådare: 4 800 | Ryssland      | 3 - 2 | Italien       | 19-25, 25-15, 25-22, 22-25, 15-10 |
| 20 juni 2016 PalaFlorio, Bari Speltid: 2:00 - Åskådare: 1 000 | Thailand      | 3 - 2 | Italien       | 25-20, 23-25, 25-23, 19-25, 15-11 |

##### Tredje helgen
| Grupp G1  | Grupp H1      | Grupp I1 |
| --------- | ------------- | -------- |
| Belgien   | Kina          | Japan    |
| Brasilien | Tyskland      | Ryssland |
| Italien   | Nederländerna | Serbien  |
| Turkiet   | USA           | Thailand |

###### Grupp G1
| 24 juni 2016 Başkent Voleybol Salonu, Ankara Speltid: 1:58 - Åskådare: 400   | Italien   | 1 - 3 | Brasilien | 26-24, 22-25, 13-25, 22-25 |
| 24 juni 2016 Başkent Voleybol Salonu, Ankara Speltid: 1:43 - Åskådare: 1 600 | Turkiet   | 1 - 3 | Belgien   | 18-25, 14-25, 25-19, 21-25 |
| 25 juni 2016 Başkent Voleybol Salonu, Ankara Speltid: 1:52 - Åskådare: 3 000 | Turkiet   | 1 - 3 | Italien   | 25-21, 21-25, 19-25, 17-25 |
| 25 juni 2016 Başkent Voleybol Salonu, Ankara Speltid: 1:43 - Åskådare: 459   | Brasilien | 3 - 1 | Belgien   | 13-25, 25-19, 25-16, 25-18 |
| 26 juni 2016 Başkent Voleybol Salonu, Ankara Speltid: 1:08 - Åskådare: 350   | Italien   | 3 - 0 | Belgien   | 25-14, 25-12, 25-21        |
| 26 juni 2016 Başkent Voleybol Salonu, Ankara Speltid: 1:30 - Åskådare: 4 000 | Turkiet   | 0 - 3 | Brasilien | 14-25, 21-25, 19-25        |

###### Grupp H1
| 24 juni 2016 Hong Kong Coliseum, Hong Kong Speltid: 1:29 - Åskådare: 7 253  | Tyskland      | 0 - 3 | USA           | 19-25, 22-25, 28-30        |
| 24 juni 2016 Hong Kong Coliseum, Hong Kong Speltid: 1:31 - Åskådare: 10 694 | Kina          | 3 - 0 | Nederländerna | 25-22, 25-23, 25-21        |
| 25 juni 2016 Hong Kong Coliseum, Hong Kong Speltid: 1:51 - Åskådare: 8 057  | USA           | 3 - 1 | Nederländerna | 25-17, 19-25, 25-17, 25-20 |
| 25 juni 2016 Hong Kong Coliseum, Hong Kong Speltid: 1:13 - Åskådare: 10 685 | Kina          | 3 - 0 | Tyskland      | 25-13, 25-16, 25-22        |
| 26 juni 2016 Hong Kong Coliseum, Hong Kong Speltid: 1:25 - Åskådare: 8 917  | Nederländerna | 3 - 0 | Tyskland      | 26-24, 25-20, 25-22        |
| 26 juni 2016 Hong Kong Coliseum, Hong Kong Speltid: 1:26 - Åskådare: 10 714 | Kina          | 0 - 3 | USA           | 19-25, 21-25, 17-25        |

###### Grupp I1
| 24 juni 2016 Shimadzu Arena, Kyoto Speltid: 2:14 - Åskådare: 2 850 | Serbien  | 3 - 2 | Ryssland | 23-25, 25-27, 25-21, 25-20, 15-12 |
| 24 juni 2016 Shimadzu Arena, Kyoto Speltid: 1:11 - Åskådare: 5 300 | Japan    | 3 - 0 | Thailand | 25-20, 25-19, 25-15               |
| 25 juni 2016 Shimadzu Arena, Kyoto Speltid: 1:37 - Åskådare: 4 900 | Thailand | 1 - 3 | Ryssland | 16-25, 22-25, 25-22, 12-25        |
| 25 juni 2016 Shimadzu Arena, Kyoto Speltid: 1:53 - Åskådare: 6 500 | Japan    | 2 - 3 | Serbien  | 23-25, 25-20, 25-17, 25-27, 8-15  |
| 26 juni 2016 Shimadzu Arena, Kyoto Speltid: 1:09 - Åskådare: 4 600 | Serbien  | 3 - 0 | Thailand | 25-18, 25-20, 25-20               |
| 26 juni 2016 Shimadzu Arena, Kyoto Speltid: 1:56 - Åskådare: 6 500 | Japan    | 1 - 3 | Ryssland | 25-20, 23-25, 24-26, 20-25        |

##### Sluttabell
| Pos. | Lag           | Pt | M | V | F | SV | SF | Kvot  | PV  | PF  | Kvot  |
| ---- | ------------- | -- | - | - | - | -- | -- | ----- | --- | --- | ----- |
| 1    | USA           | 24 | 9 | 8 | 1 | 25 | 5  | 5.000 | 739 | 603 | 1.225 |
| 2    | Kina          | 23 | 9 | 8 | 1 | 24 | 6  | 4.000 | 701 | 591 | 1.186 |
| 3    | Ryssland      | 23 | 9 | 8 | 1 | 26 | 10 | 2.600 | 833 | 738 | 1.128 |
| 4    | Brasilien     | 22 | 9 | 7 | 2 | 23 | 10 | 2.300 | 779 | 674 | 1.155 |
| 5    | Nederländerna | 15 | 9 | 5 | 4 | 17 | 14 | 1.214 | 709 | 706 | 1.004 |
| 6    | Serbien       | 12 | 9 | 5 | 4 | 18 | 20 | 0.900 | 836 | 854 | 0.978 |
| 7    | Italien       | 13 | 9 | 4 | 5 | 19 | 19 | 1.000 | 840 | 818 | 1.026 |
| 8    | Japan         | 12 | 9 | 3 | 6 | 16 | 19 | 0.842 | 776 | 783 | 0.991 |
| 9    | Turkiet       | 9  | 9 | 3 | 6 | 13 | 21 | 0.619 | 719 | 773 | 0.930 |
| 10   | Thailand      | 5  | 9 | 2 | 7 | 7  | 24 | 0.291 | 611 | 744 | 0.821 |
| 11   | Belgien       | 4  | 9 | 1 | 8 | 8  | 25 | 0.320 | 668 | 771 | 0.866 |
| 12   | Tyskland      | 0  | 9 | 0 | 9 | 4  | 27 | 0.148 | 610 | 766 | 0.796 |

      Kvalificerade för slutspelet.
      Nerflyttade till division 2.

#### Division 2

##### Första helgen
| Grupp A2                | Grupp B2    |
| ----------------------- | ----------- |
| Argentina               | Kanada      |
| Bulgarien               | Polen       |
| Kenya                   | Puerto Rico |
| Dominikanska republiken | Tjeckien    |

###### Grupp A2
| 3 juni 2016 CD Floresta, San Miguel de Tucumán Speltid: 1:55 - Åskådare: 780   | Dominikanska republiken | 2 - 3 | Bulgarien               | 25-23, 20-25, 18-25, 25-17, 9-15  |
| 3 juni 2016 CD Floresta, San Miguel de Tucumán Speltid: 1:13 - Åskådare: 1 800 | Argentina               | 3 - 0 | Kenya                   | 25-22, 25-21, 25-13               |
| 4 juni 2016 CD Floresta, San Miguel de Tucumán Speltid: 1:08 - Åskådare: 1 150 | Kenya                   | 0 - 3 | Bulgarien               | 17-25, 17-25, 9-25                |
| 4 juni 2016 CD Floresta, San Miguel de Tucumán Speltid: 2:10 - Åskådare: 2 100 | Argentina               | 2 - 3 | Dominikanska republiken | 25-22, 16-25, 15-25, 25-23, 14-16 |
| 5 juni 2016 CD Floresta, San Miguel de Tucumán Speltid: 1:14 - Åskådare: 1 350 | Dominikanska republiken | 3 - 0 | Kenya                   | 25-21, 25-21, 25-20               |
| 5 juni 2016 CD Floresta, San Miguel de Tucumán Speltid: 1:54 - Åskådare: 2 250 | Argentina               | 1 - 3 | Bulgarien               | 25-27, 17-25, 27-25, 19-25        |

###### Grupp B2
| 3 juni 2016 Hala MOSiR, Zielona Góra Speltid: 1:56 - Åskådare: 500   | Tjeckien    | 1 - 3 | Puerto Rico | 25-21, 20-25, 21-25, 19-25        |
| 3 juni 2016 Hala MOSiR, Zielona Góra Speltid: 1:50 - Åskådare: 1 200 | Polen       | 3 - 1 | Kanada      | 25-19, 28-30, 25-15, 25-20        |
| 4 juni 2016 Hala MOSiR, Zielona Góra Speltid: 1:16 - Åskådare: 500   | Puerto Rico | 3 - 0 | Kanada      | 25-18, 25-11, 25-16               |
| 4 juni 2016 Hala MOSiR, Zielona Góra Speltid: 1:57 - Åskådare: 1 400 | Polen       | 3 - 1 | Tjeckien    | 25-15, 23-25, 25-20, 25-23        |
| 5 juni 2016 Hala MOSiR, Zielona Góra Speltid: 1:16 - Åskådare: 500   | Tjeckien    | 3 - 0 | Kanada      | 25-13, 25-18, 25-23               |
| 5 juni 2016 Hala MOSiR, Zielona Góra Speltid: 2:17 - Åskådare: 1 200 | Polen       | 2 - 3 | Puerto Rico | 25-18, 23-25, 25-15, 26-28, 13-15 |

##### Andra helgen
| Grupp C2                | Grupp D2    |
| ----------------------- | ----------- |
| Bulgarien               | Argentina   |
| Kanada                  | Kenya       |
| Tjeckien                | Polen       |
| Dominikanska republiken | Puerto Rico |

###### Grupp C2
| 10 juni 2016 Sport Hall Up Olomouc, Olomouc Speltid: 1:23 - Åskådare: 200   | Bulgarien               | 0 - 3 | Dominikanska republiken | 16-25, 24-26, 23-25               |
| 10 juni 2016 Sport Hall Up Olomouc, Olomouc Speltid: 1:17 - Åskådare: 1 000 | Tjeckien                | 3 - 0 | Kanada                  | 25-19, 25-21, 25-21               |
| 11 juni 2016 Sport Hall Up Olomouc, Olomouc Speltid: 1:28 - Åskådare: 200   | Dominikanska republiken | 3 - 0 | Kanada                  | 25-16, 27-25, 25-21               |
| 11 juni 2016 Sport Hall Up Olomouc, Olomouc Speltid: 1:46 - Åskådare: 1 900 | Bulgarien               | 3 - 1 | Tjeckien                | 25-22, 25-16, 23-25, 25-19        |
| 12 juni 2016 Sport Hall Up Olomouc, Olomouc Speltid: 1:58 - Åskådare: 150   | Kanada                  | 2 - 3 | Bulgarien               | 22-25, 25-22, 25-21, 26-28, 10-15 |
| 12 juni 2016 Sport Hall Up Olomouc, Olomouc Speltid: 2:08 - Åskådare: 900   | Tjeckien                | 2 - 3 | Dominikanska republiken | 22-25, 25-15, 21-25, 26-24, 8-15  |

###### Grupp D2
| 10 juni 2016 Hala Mistrzów, Włocławek Speltid: 1:12 - Åskådare: 300   | Kenya       | 0 - 3 | Puerto Rico | 11-25, 20-25, 22-25               |
| 10 juni 2016 Hala Mistrzów, Włocławek Speltid: 2:11 - Åskådare: 1 300 | Polen       | 3 - 2 | Argentina   | 25-23, 24-26, 25-15, 23-25, 15-10 |
| 11 juni 2016 Hala Mistrzów, Włocławek Speltid: 2:00 - Åskådare: 400   | Puerto Rico | 3 - 1 | Argentina   | 30-28, 22-25, 25-16, 25-22        |
| 11 juni 2016 Hala Mistrzów, Włocławek Speltid: 1:06 - Åskådare: 1 400 | Polen       | 3 - 0 | Kenya       | 25-18, 25-10, 25-14               |
| 12 juni 2016 Hala Mistrzów, Włocławek Speltid: 1:24 - Åskådare: 1 600 | Polen       | 0 - 3 | Puerto Rico | 21-25, 21-25, 23-25               |
| 12 juni 2016 Hala Mistrzów, Włocławek Speltid: 1:16 - Åskådare: 300   | Argentina   | 3 - 0 | Kenya       | 26-24, 25-21, 25-17               |

##### Sluttabell
| Pos. | Lag                     | Pt | M | V | F | SV | SF | Kvot  | PV  | PF  | Kvot  |
| ---- | ----------------------- | -- | - | - | - | -- | -- | ----- | --- | --- | ----- |
| 1    | Puerto Rico             | 17 | 6 | 6 | 0 | 18 | 4  | 4.500 | 524 | 451 | 1.161 |
| 2    | Dominikanska republiken | 14 | 6 | 5 | 1 | 17 | 7  | 2.428 | 540 | 489 | 1.104 |
| 3    | Bulgarien               | 13 | 6 | 5 | 1 | 15 | 9  | 1.666 | 554 | 494 | 1.121 |
| 4    | Polen                   | 12 | 6 | 4 | 2 | 14 | 10 | 1.400 | 565 | 484 | 1.167 |
| 5    | Argentina               | 8  | 6 | 2 | 4 | 12 | 12 | 1.000 | 524 | 546 | 0.959 |
| 6    | Tjeckien                | 7  | 6 | 2 | 4 | 11 | 12 | 0.916 | 502 | 511 | 0.982 |
| 7    | Kanada                  | 1  | 6 | 0 | 6 | 3  | 18 | 0.166 | 414 | 516 | 0.802 |
| 8    | Kenya                   | 0  | 6 | 0 | 6 | 0  | 18 | 0.000 | 319 | 451 | 0.707 |

      Kvalificerade för slutspelet.
      Nerflyttade till division 3.

#### Division 3

##### Första helgen
| Grupp A3  | Grupp B3   |
| --------- | ---------- |
| Algeriet  | Australien |
| Mexiko    | Colombia   |
| Kazakstan | Kroatien   |
| Peru      | Kuba       |

###### Grupp A3
| 3 juni 2016 Salle OMS Belkhdar Tahar, Algeri Speltid: 1:49 - Åskådare: 250 | Kazakstan | 1 - 3 | Peru      | 21-25, 25-21, 24-26, 16-25 |
| 3 juni 2016 Salle OMS Belkhdar Tahar, Algeri Speltid: 1:20 - Åskådare: 250 | Algeriet  | 0 - 3 | Mexiko    | 23-25, 20-25, 15-25        |
| 4 juni 2016 Salle OMS Belkhdar Tahar, Algeri Speltid: 1:08 - Åskådare: 250 | Peru      | 3 - 0 | Mexiko    | 25-16, 25-16, 25-13        |
| 4 juni 2016 Salle OMS Belkhdar Tahar, Algeri Speltid: 1:04 - Åskådare: 370 | Algeriet  | 0 - 3 | Kazakstan | 17-25, 13-25, 5-25         |
| 5 juni 2016 Salle OMS Belkhdar Tahar, Algeri Speltid: 1:45 - Åskådare: 300 | Kazakstan | 3 - 1 | Mexiko    | 25-16, 25-20, 21-25, 25-23 |
| 5 juni 2016 Salle OMS Belkhdar Tahar, Algeri Speltid: 1:11 - Åskådare: 370 | Algeriet  | 0 - 3 | Peru      | 12-25, 13-25, 12-25        |

###### Grupp B3
| 3 juni 2016 Bendigo Stadium, Bendigo Speltid: 1:47 - Åskådare: 1 000 | Kroatien   | 3 - 1 | Kuba     | 25-17, 21-25, 25-17, 25-18 |
| 3 juni 2016 Bendigo Stadium, Bendigo Speltid: 1:09 - Åskådare: 1 700 | Australien | 0 - 3 | Colombia | 17-25, 13-25, 13-25        |
| 4 juni 2016 Bendigo Stadium, Bendigo Speltid: 1:22 - Åskådare: 1 000 | Colombia   | 0 - 3 | Kroatien | 20-25, 22-25, 17-25        |
| 4 juni 2016 Bendigo Stadium, Bendigo Speltid: 1:55 - Åskådare: 2 150 | Australien | 1 - 3 | Kuba     | 22-25, 25-27, 25-18, 25-27 |
| 5 juni 2016 Bendigo Stadium, Bendigo Speltid: 1:46 - Åskådare: 800   | Kuba       | 3 - 1 | Colombia | 21-25, 25-20, 25-17, 25-21 |
| 5 juni 2016 Bendigo Stadium, Bendigo Speltid: 1:15 - Åskådare: 1 600 | Australien | 0 - 3 | Kroatien | 19-25, 17-25, 12-25        |

##### Andra helgen
| Grupp C3   | Grupp D3 |
| ---------- | -------- |
| Australien | Algeriet |
| Colombia   | Kroatien |
| Kazakstan  | Kuba     |
| Mexiko     | Peru     |

###### Grupp C3
| 10 juni 2016 Coliseo Evangelista Mora, Cali Speltid: 1:06 - Åskådare: 1 000 | Kazakstan | 3 - 0 | Australien | 25-14, 25-6, 25-20         |
| 10 juni 2016 Coliseo Evangelista Mora, Cali Speltid: 1:18 - Åskådare: 2 500 | Colombia  | 3 - 0 | Mexiko     | 25-19, 25-10, 25-18        |
| 11 juni 2016 Coliseo Evangelista Mora, Cali Speltid: 1:48 - Åskådare: 1 000 | Mexiko    | 1 - 3 | Kazakstan  | 20-25, 18-25, 28-26, 20-25 |
| 11 juni 2016 Coliseo Evangelista Mora, Cali Speltid: 1:15 - Åskådare: 2 500 | Colombia  | 3 - 0 | Australien | 25-17, 25-20, 25-15        |
| 12 juni 2016 Coliseo Evangelista Mora, Cali Speltid: 1:52 - Åskådare: 2 000 | Mexiko    | 3 - 1 | Australien | 18-25, 26-24, 29-27, 25-23 |
| 12 juni 2016 Coliseo Evangelista Mora, Cali Speltid: 1:39 - Åskådare: 3 000 | Colombia  | 3 - 1 | Kazakstan  | 25-21, 22-25, 25-19, 25-12 |

###### Grupp D3
| 10 juni 2016 Coliseo Cerrado de Chiclayo, Chiclayo Speltid: 1:04 - Åskådare: 2 000 | Kroatien | 3 - 0 | Kuba     | 25-13, 25-15, 25-13              |
| 10 juni 2016 Coliseo Cerrado de Chiclayo, Chiclayo Speltid: 0:56 - Åskådare: 5 500 | Peru     | 3 - 0 | Algeriet | 25-9, 25-9, 25-11                |
| 11 juni 2016 Coliseo Cerrado de Chiclayo, Chiclayo Speltid: 1:11 - Åskådare: 5 000 | Algeriet | 0 - 3 | Kroatien | 19-25, 17-25, 15-25              |
| 11 juni 2016 Coliseo Cerrado de Chiclayo, Chiclayo Speltid: 1:53 - Åskådare: 7 500 | Peru     | 3 - 2 | Kuba     | 25-14, 23-25, 20-25, 25-19, 15-6 |
| 12 juni 2016 Coliseo Cerrado de Chiclayo, Chiclayo Speltid: 1:03 - Åskådare: 5 500 | Kuba     | 3 - 0 | Algeriet | 25-13, 25-12, 25-20              |
| 12 juni 2016 Coliseo Cerrado de Chiclayo, Chiclayo Speltid: 1:41 - Åskådare: 7 500 | Peru     | 3 - 1 | Kroatien | 16-25, 25-21, 25-13, 25-22       |

##### Sluttabell
| Pos. | Lag        | Pt | M | V | F | SV | SF | Kvot  | PV  | PF  | Kvot  |
| ---- | ---------- | -- | - | - | - | -- | -- | ----- | --- | --- | ----- |
| 1    | Peru       | 17 | 6 | 6 | 0 | 18 | 4  | 4.500 | 521 | 367 | 1.419 |
| 2    | Kroatien   | 15 | 6 | 5 | 1 | 16 | 4  | 4.000 | 477 | 367 | 1.299 |
| 3    | Colombia   | 12 | 6 | 4 | 2 | 13 | 7  | 1.857 | 464 | 390 | 1.189 |
| 4    | Kazakstan  | 12 | 6 | 4 | 2 | 14 | 8  | 1.750 | 510 | 439 | 1.161 |
| 5    | Kuba       | 10 | 6 | 3 | 3 | 12 | 11 | 1.090 | 475 | 504 | 0.942 |
| 6    | Mexiko     | 6  | 6 | 2 | 4 | 8  | 13 | 0.615 | 435 | 504 | 0.863 |
| 7    | Australien | 0  | 6 | 0 | 6 | 2  | 8  | 0.111 | 379 | 495 | 0.765 |
| 8    | Algeriet   | 0  | 6 | 0 | 6 | 0  | 18 | 0.000 | 255 | 450 | 0.566 |

      Kvalificerade för slutspelet.

### Slutspelsfasen

#### Division 1

##### Gruppspelsfasen
| Grupp J1  | Grupp K1      |
| --------- | ------------- |
| Brasilien | Kina          |
| Ryssland  | Nederländerna |
| Thailand  | USA           |

###### Grupp J1 - Resultat
| 6 juli 2016 Palazzo dello Sport Huamark, Bangkok Speltid: 1:17 - Åskådare: 7 800 | Thailand | 0 - 3 | Brasilien | 24-26, 16-25, 11-25 |
| 7 juli 2016 Palazzo dello Sport Huamark, Bangkok Speltid: 1:15 - Åskådare: 4 800 | Ryssland | 0 - 3 | Brasilien | 22-25, 10-25, 21-25 |
| 8 juli 2016 Palazzo dello Sport Huamark, Bangkok Speltid: 1:28 - Åskådare: 9 200 | Thailand | 0 - 3 | Ryssland  | 25-27, 24-26, 19-25 |

###### Grupp J1 - Sluttabell
| Pos. | Lag       | Pt | M | V | F | SV | SF | Kvot  | PV  | PF  | Kvot  |
| ---- | --------- | -- | - | - | - | -- | -- | ----- | --- | --- | ----- |
| 1    | Brasilien | 6  | 2 | 2 | 0 | 6  | 0  | MAX   | 151 | 104 | 1.451 |
| 2    | Ryssland  | 3  | 2 | 1 | 1 | 3  | 3  | 1.000 | 131 | 143 | 0.916 |
| 3    | Thailand  | 0  | 2 | 0 | 2 | 0  | 6  | 0.000 | 119 | 157 | 0.757 |

      Kvalificerade för slutspelet.

###### Grupp K1 - Resultat
| 6 juli 2016 Palazzo dello Sport Huamark, Bangkok Speltid: 1:23 - Åskådare: 4 700 | USA  | 3 - 0 | Nederländerna | 25-21, 25-17, 25-23              |
| 7 juli 2016 Palazzo dello Sport Huamark, Bangkok Speltid: 1:57 - Åskådare: 4 200 | Kina | 2 - 3 | Nederländerna | 25-23, 14-25, 25-19, 20-25, 8-15 |
| 8 juli 2016 Palazzo dello Sport Huamark, Bangkok Speltid: 1:23 - Åskådare: 4 100 | USA  | 3 - 0 | Kina          | 25-21, 26-24, 25-22              |

###### Grupp K1 - Sluttabell
| Pos. | Lag           | Pt | M | V | F | SV | SF | Kvot  | PV  | PF  | Kvot  |
| ---- | ------------- | -- | - | - | - | -- | -- | ----- | --- | --- | ----- |
| 1    | USA           | 6  | 2 | 2 | 0 | 6  | 0  | MAX   | 151 | 128 | 1.179 |
| 2    | Nederländerna | 2  | 2 | 1 | 1 | 3  | 5  | 0.600 | 168 | 167 | 1.005 |
| 3    | Kina          | 1  | 2 | 0 | 2 | 2  | 6  | 0.333 | 159 | 183 | 0.868 |

      Kvalificerade för slutspelet.

##### Final Four
|  | Semifinaler   | Semifinaler |     |           | Final               | Final               |  |
|  |               |             |     |           |                     |                     |  |
|  | Brasilien     | 3           |     |           |                     |                     |  |
|  | Brasilien     | 3           |     |           |                     |                     |  |
|  | Nederländerna | 0           |     |           |                     |                     |  |
|  | Nederländerna | 0           |     | Brasilien | 3                   |                     |  |
|  |               |             |     | Brasilien | 3                   |                     |  |
|  |               |             | USA | 2         |                     |                     |  |
|  | USA           | 3           | USA | 2         |                     |                     |  |
|  | USA           | 3           |     |           |                     |                     |  |
|  | Ryssland      | 0           |     |           | Match om tredjepris | Match om tredjepris |  |
|  | Ryssland      | 0           |     |           |                     |                     |  |
|  |               |             |     |           |                     |                     |  |
|  |               |             |     |           | Nederländerna       | 3                   |  |
|  |               |             |     |           | Nederländerna       | 3                   |  |
|  |               |             |     |           | Ryssland            | 2                   |  |

###### Semifinaler
| 9 juli 2016 Palazzo dello Sport Huamark, Bangkok Speltid: 1:14 - Åskådare: 4 400 | Brasilien | 3 - 0 | Nederländerna | 25-18, 25-16, 25-23 |
| 9 juli 2016 Palazzo dello Sport Huamark, Bangkok Speltid: 1:14 - Åskådare: 7 000 | USA       | 3 - 0 | Ryssland      | 25-20, 25-23, 25-14 |

###### Match om tredjepris
| 10 juli 2016 Palazzo dello Sport Huamark, Bangkok Speltid: 2:15 - Åskådare: 6 500 | Nederländerna | 3 - 2 | Ryssland | 18-25, 23-25, 30-28, 25-21, 15-9 |

###### Final
| 10 juli 2016 Palazzo dello Sport Huamark, Bangkok Speltid: 1:57 - Åskådare: 7 300 | Brasilien | 3 - 2 | USA | 18-25, 25-17, 25-23, 22-25, 15-9 |

##### Match om femteplats
| 10 juli 2016 Palazzo dello Sport Huamark, Bangkok Speltid: 1:15 - Åskådare: 7 800 | Thailand | 0 - 3 | Kina | 23-25, 23-25, 12-25 |

#### Division 2
|  | Semifinaler             | Semifinaler |       |                         | Final               | Final               |  |
|  |                         |             |       |                         |                     |                     |  |
|  | Puerto Rico             | 1           |       |                         |                     |                     |  |
|  | Puerto Rico             | 1           |       |                         |                     |                     |  |
|  | Dominikanska republiken | 3           |       |                         |                     |                     |  |
|  | Dominikanska republiken | 3           |       | Dominikanska republiken | 3                   |                     |  |
|  |                         |             |       | Dominikanska republiken | 3                   |                     |  |
|  |                         |             | Polen | 2                       |                     |                     |  |
|  | Bulgarien               | 1           | Polen | 2                       |                     |                     |  |
|  | Bulgarien               | 1           |       |                         |                     |                     |  |
|  | Polen                   | 3           |       |                         | Match om tredjepris | Match om tredjepris |  |
|  | Polen                   | 3           |       |                         |                     |                     |  |
|  |                         |             |       |                         |                     |                     |  |
|  |                         |             |       |                         | Puerto Rico         | 3                   |  |
|  |                         |             |       |                         | Puerto Rico         | 3                   |  |
|  |                         |             |       |                         | Bulgarien           | 1                   |  |

##### Semifinaler
| 18 juni 2016 Kolodruma, Plovdiv Speltid: 2:21 - Åskådare: 150 | Puerto Rico | 1 - 3 | Dominikanska republiken | 25-21, 22-25, 27-29, 14-25 |
| 18 juni 2016 Kolodruma, Plovdiv Speltid: 1:54 - Åskådare: 500 | Bulgarien   | 1 - 3 | Polen                   | 25-23, 21-25, 15-25, 21-25 |

##### Match om tredjepris
| 19 juni 2016 Kolodruma, Plovdiv Speltid: 2:01 - Åskådare: 400 | Puerto Rico | 3 - 1 | Bulgarien | 23-25, 25-22, 25-21, 25-23 |

##### Final
| 19 juni 2016 Kolodruma, Plovdiv Speltid: 2:16 - Åskådare: 300 | Dominikanska republiken | 3 - 2 | Polen | 21-25, 23-25, 25-18, 25-20, 15-11 |

#### Division 3
|  | Semifinaler | Semifinaler |           |          | Final               | Final               |  |
|  |             |             |           |          |                     |                     |  |
|  | Peru        | 1           |           |          |                     |                     |  |
|  | Peru        | 1           |           |          |                     |                     |  |
|  | Kroatien    | 3           |           |          |                     |                     |  |
|  | Kroatien    | 3           |           | Kroatien | 3                   |                     |  |
|  |             |             |           | Kroatien | 3                   |                     |  |
|  |             |             | Kazakstan | 0        |                     |                     |  |
|  | Kazakstan   | 3           | Kazakstan | 0        |                     |                     |  |
|  | Kazakstan   | 3           |           |          |                     |                     |  |
|  | Colombia    | 2           |           |          | Match om tredjepris | Match om tredjepris |  |
|  | Colombia    | 2           |           |          |                     |                     |  |
|  |             |             |           |          |                     |                     |  |
|  |             |             |           |          | Peru                | 3                   |  |
|  |             |             |           |          | Peru                | 3                   |  |
|  |             |             |           |          | Colombia            | 2                   |  |

##### Semifinaler
| 18 juni 2016 Baluan Sholak Sports Palace, Almaty Speltid: 1:46 - Åskådare: 1 567 | Peru      | 1 - 3 | Kroatien | 14-25, 27-29, 25-20, 7-25        |
| 18 juni 2016 Baluan Sholak Sports Palace, Almaty Speltid: 2:02 - Åskådare: 2 010 | Kazakstan | 3 - 2 | Colombia | 25-20, 25-20, 21-25, 18-25, 15-9 |

##### Match om tredjepris
| 19 juni 2016 Baluan Sholak Sports Palace, Almaty Speltid: 2:09 - Åskådare: 1 112 | Peru | 3 - 2 | Colombia | 25-17, 21-25, 25-22, 23-25, 15-6 |

##### Final
| 19 juni 2016 Baluan Sholak Sports Palace, Almaty Speltid: 1:28 - Åskådare: 3 031 | Kroatien | 3 - 0 | Kazakstan | 25-19, 29-27, 25-16 |

## Slutplaceringar
| Pos | Lag                     |
| --- | ----------------------- |
|     | Brasilien               |
|     | USA                     |
|     | Nederländerna           |
| 4   | Ryssland                |
| 5   | Kina                    |
| 6   | Thailand                |
| 7   | Serbien                 |
| 8   | Italien                 |
| 9   | Japan                   |
| 10  | Turkiet                 |
| 11  | Belgien                 |
| 12  | Tyskland                |
| 13  | Dominikanska republiken |
| 14  | Polen                   |
| 15  | Puerto Rico             |
| 16  | Bulgarien               |
| 17  | Argentina               |
| 18  | Tjeckien                |
| 19  | Kanada                  |
| 20  | Kenya                   |
| 21  | Kroatien                |
| 22  | Kazakstan               |
| 23  | Peru                    |
| 24  | Colombia                |
| 25  | Kuba                    |
| 26  | Mexiko                  |
| 27  | Australien              |
| 28  | Algeriet                |

## Individuella utmärkelser
| Utmärkelse              | Namn              | Lag           |
| ----------------------- | ----------------- | ------------- |
| Mest värdefulla spelare | Natália Pereira   | Brasilien     |
| Bästa passare           | Nootsara Tomkom   | Thailand      |
| Bästa högerspiker       | Lonneke Slöetjes  | Nederländerna |
| Bästa vänsterspiker     | Sheilla de Castro | Brasilien     |
| Bästa vänsterspiker     | Kimberly Hill     | USA           |
| Bästa center            | Rachael Adams     | USA           |
| Bästa center            | Thaísa de Menezes | Brasilien     |
| Bästa libero            | Lin Li            | Kina          |